# سوناتا البيانو رقم 29 (بيتهوفن)

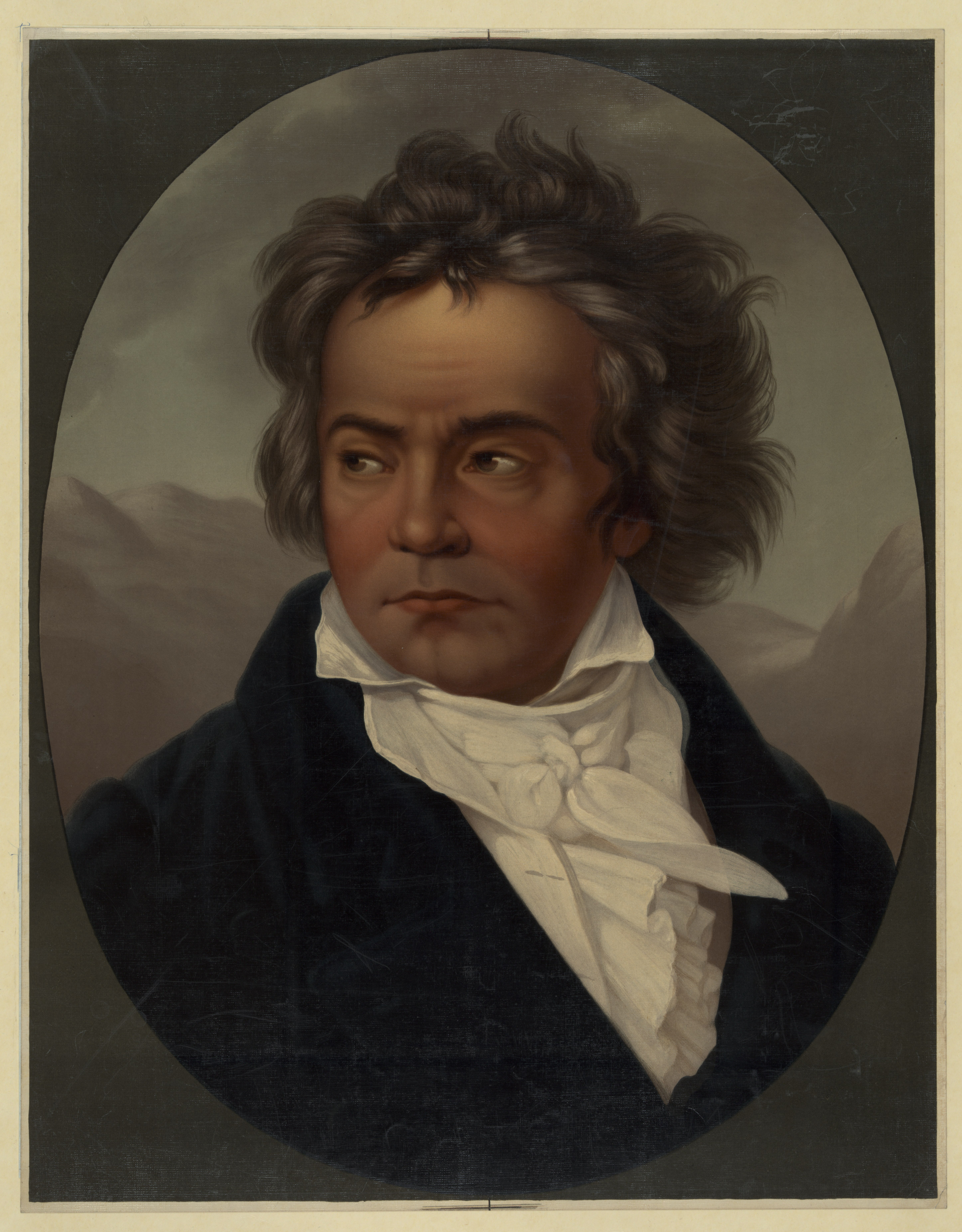
بيتهوفن في 1818-1819؛ صورة لفرديناند Ferdinand Schimon (1797–1852); المصدر: مكتبة الكونجرس

لودفيج فان بيتهوفن سوناتا البيانو رقم 29 في ب ♭ رائد ، مرجع سابق.المعروفة باسم سوناتا رائعة للفورتيبيانو،أو ببساطة باسم فورتيبيانو هي سوناتا بيانو يُنظر إليها على نطاق واسع على أنها واحدة من أهم أعمال الملحن في الفترة الثالثة ومن بين أعظم سوناتات البيانو في كل العصور. تم الإنتهاء منها في عام 1818وغالبًا ما تعتبر مقطوعة البيانو الأكثر تحديًا من الناحية الفنية لبيتهوفن  وواحدة من أكثر الأعمال المنفردة تطلبًا في مجموعة البيانو الكلاسيكية.   كان أول أداء عام موثق في عام 1836 من قبل فرانز ليزت في غرفة إيرارد في باريس لمراجعة حماسية من قبل هيكتور بيرليوز .  

## روابط خارجية
- تآليف موسيقية ذات ملكية عامة بقلم [[scores:Category:{{{id}}}|Piano Sonata No. 29]] في مشروع مكتبة الموسيقى الدولية

- "Sonata for piano (B-flat major) Op. 106", Work details, sound files, sketches, manuscripts, editions; Beethoven House, Bonn